# Agustín Labrada Aguilera
Dimas Agustín Labrada Aguilera (Holguín, 28 de agosto de 1964) es un escritor cubano que vive en México desde 1992. Es poeta, narrador, ensayista y periodista.

## Biografía
Estudió Literatura y Español en el Instituto Superior Pedagógico Enrique José Varona de Cuba y Ciencias de la Comunicación en la Universidad Interamericana para el Desarrollo de México, país donde vive desde 1992.
En Cuba, dirigió la Sección de Literatura en la sede nacional de la Asociación Hermanos Saíz de Jóvenes Artistas; en México, la revista Río Hondo, el programa radiofónico Una puerta al mar y el Premio Internacional de Poesía Nicolás Guillén.
Agustín Labrada ha ofrecido lecturas de su obra en Cuba, México, Nicaragua, Ecuador, Bulgaria, España, Uruguay, Panamá, Argentina, Estados Unidos y Francia; y ha fungido como jurado de concursos literarios nacionales en Cuba, México y Panamá.
Poemas de Labrada figuran en más de 60 antologías en el mundo; algunos han sido traducidos a los idiomas inglés, francés e italiano; y otros aparecen en los discos Un lugar para la poesía, Guerra y literatura del siglo XX  y Los ángeles también cantan.
"La poesía de Agustín pertenece, de una manera natural, aunque con sus características singulares, a la llamada poesía de la Generación de los Ochenta. Ése fue su ámbito formativo. Quiero decir, ya nació su poesía como el testimonio de un hijo diferente. Por eso participa de muchas de las maneras generales, estilísticas y cosmovisivas, comunes a aquella comunidad poética, tan diversa en el fondo. Desenvuelve una suerte de conversacionalismo lírico, con un lenguaje muchas veces regio, suntuoso, en la estela de un Eliseo Diego."
Ha impartido conferencias en torno a la estética del Nuevo Periodismo en diferentes espacios culturales y su libro Teje sus voces la memoria se incluye en la bibliografía empleada en la carrera de Literatura latinoamericana en la Universidad Autónoma de Yucatán, México.

## Distinciones
- Ganador (Premio de Poesía de la Ciudad de Holguín), Holguín, Cuba, 1987.
- Finalista (Premio Internacional de Poesía de la Revista Plural), Ciudad de México, 1989.
- Ganador (Premio Estatal de Periodismo. Gobierno del Estado de Quintana Roo), Chetumal, México, 1994, 2007, 2001 y 2004.
- Mención Honorífica (Premio Nacional de Poesía para Niños Narciso Mendoza) convocado por el Estado de Morelos y la editorial Alfaguara Infantil, México, 2002.
- Ganador (Premio del VIII Concurso Estatal de Cuento Corto Como el Mar que Regresa), Casa de la Cultura de Cancún. Cancún, México, 2006.
- Ganador (Premio Ensayo de la Editorial Dante), Mérida, México, 2010.
- Escritor Latino de la Feria del Libro Hispano. Houston, Estados Unidos, 2013.
- Finalista (Premio Internacional de Novela Herralde, de la editorial Anagrama), España, 2013.
- Ganador (Premio Internacional de Poesía de la Municipalidad de La Arena), Perú, 2015.
- Ganador Premio de novela breve de la Fundación MonteLeón, España, 2022.[2]

## Obra publicada
- Labrada, Agustín (1987). La soledad se hizo relámpago. Dirección Municipal de Cultura, Holguín, Cuba.
- Labrada, Agustín (2013). La soledad se hizo relámpago. Ediciones PdA, Caracas, Venezuela.
- Labrada, Agustín (2015). La soledad se hizo relámpago. Cuadernos de la Gaceta, Cancún, México.
- Labrada, Agustín (1991). Viajero del asombro. Ediciones Holguín, Holguín, Cuba.
- Labrada, Agustín (1995). Viajero del asombro. La tinta del alcatraz, Toluca, México.
- Labrada, Agustín (1997). Viajero del asombro. Gobierno del Estado de Quintana Roo, Chetumal, México.
- Labrada, Agustín (1992). Jugando a juegos prohibidos. Editorial Letras Cubanas, La Habana, Cuba.
- Labrada, Agustín (1995). Palabra de la frontera. Instituto Quintanarroense de la Cultura, Chetumal, México.
- Labrada, Agustín (1999). Más se perdió en la guerra. Universidad de Quintana Roo, Chetumal, México.
- Labrada, Agustín (2016). Más se perdió en la guerra. Casa Editorial Lias Publishing House, Hollywood, Estados Unidos.
- Labrada, Agustín (2000). La vasta lejanía. Mantis Editores, Guadalajara, México.
- Labrada, Agustín (2005). La vasta lejanía. Ediciones Unión, La Habana, Cuba.
- Labrada, Agustín (2006). Un paseo por el Paraíso. Editorial Plaza y Valdés, Ciudad de México, México.
- Labrada, Agustín (2011). Teje sus voces la memoria. Editorial Dante, Mérida, México.
- Labrada, Agustín (2012). Seis caminos. Cuadernos de la Gaceta, Cancún, México.
- Labrada, Agustín (2013). Ellas están de paso. Senado de la República de México, Ciudad de México, México.
- Labrada, Agustín (2019). Padura y el Nuevo Periodismo. Cuadernos de la Gaceta, Cancún, México.